# 青格尔泰区
青格尔泰区是蒙古国乌兰巴托市辖区。

## 简介
青格尔泰区是乌兰巴托市的区（дүүргүүд）之一，成立于1992年。位于乌兰巴托市北部，因当地的青格尔泰山（Чингэлтэй уул）而得名。起初下辖19个分区（хороодод），后改为18个分区。
1992年时约有23400户居民。2008年人口136014人，面积89.3平方公里。2010年人口145837人。2011年人口153117人，共36856户。